# Oliver Favre
Oliver Favre (* 9. Oktober 1957 in Le Locle; † 15. April 2017 in Bang Lamung, Thailand) war ein Schweizer Skispringer und Extremsportler.

## Werdegang
Favre bestritt seine beiden einzigen internationalen Springen bei der Vierschanzentournee 1977/78. Dort erreichte er am 30. Dezember 1977 auf der Schattenbergschanze in Oberstdorf Rang 25. In Garmisch-Partenkirchen auf der Grossen Olympiaschanze landete er beim Neujahrsspringen auf Rang 35. Nachdem er bei den Springen in Innsbruck und Bischofshofen nicht angetreten war, beendete er die Tournee mit 261,5 Punkten auf Rang 75 der Gesamtwertung.
Favre verliess darauf den Skisprungsport und wandte sich dem extremen Wasserspringen zu. Für seine Wassershows gründete er die Firma Oliver’s Water Show. Weltweit bekannt wurde er durch seinen Rekord für den höchsten Wassersprung, den er 1987 mit einem Sprung aus 53,9 Metern über den Doubs von einem Turm auf dem Felsen Table d’Hercule aufstellte. Der Rekord hielt bis 2015, als der brasilianisch-schweizerische Extremsportler Laso Schaller ihn übertraf.
Oliver Favre war der Sohn des Bildhauers Georges-André Favre, des Schöpfers des Sentier des statues de La Sagne, und Präsident des dafür gegründeten Komitees. Nach dem Tod Oliver Favres übernahm sein Bruder Christian das Amt. Oliver Favre starb 59-jährig in Thailand an Herzversagen.

## Erfolge

### Vierschanzentournee-Platzierungen
| Saison  | Platz | Punkte |
| ------- | ----- | ------ |
| 1977/78 | 75.   | 261,5  |